# فولکه برنادوت

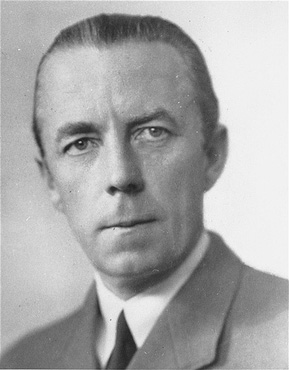
نگاره‌ای از کونت فولکه برنادوت در سال ۱۹۴۵.

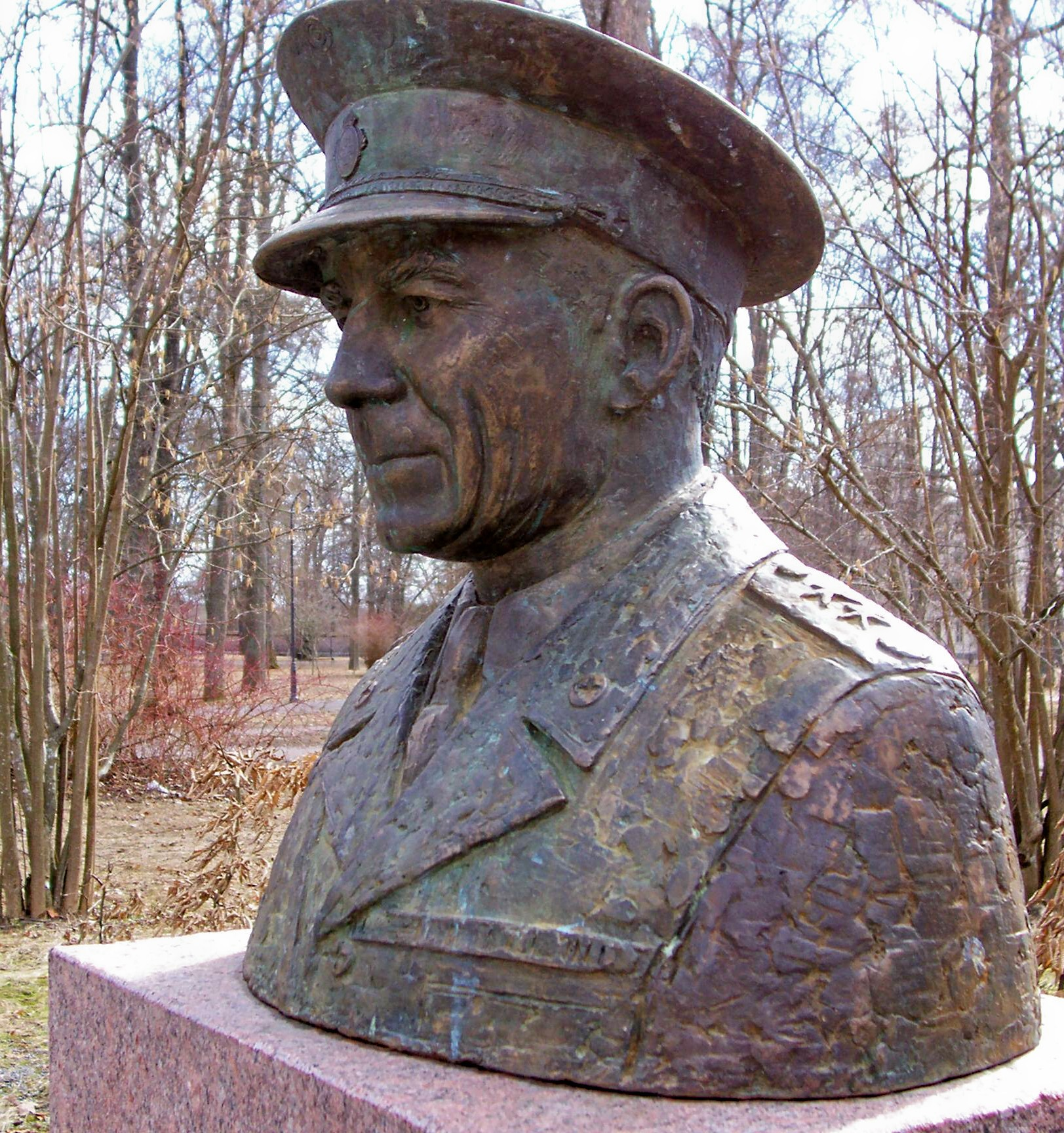
تندیس کونت فولکه برنادوت در اوپسالا، سوئد.

فولکه برنادوت (به سوئدی: Folke Bernadotte) (۲ ژانویه ۱۸۹۵ - ۱۷ سپتامبر ۱۹۴۸) دیپلمات ارشد سوئدی، افسر ارتش سوئد و رئیس سازمان صلیب سرخ سوئد بود.
کونت برنادوت تلاش‌های مهمی را برای نجات جان حدود ۱۵هزار زندانی اردوگاه‌های کار اجباری آلمان نازی که در حدود ۶٬۵۰۰ تا ۱۱٬۰۰۰ زندانی یهودی را نیز شامل می‌شد، انجام داد. در سال ۱۹۴۵ میلادی وی پیشنهاد محرمانه هاینریش هیملر مبنی بر تسلیم‌شدن بی‌قید و شرط آلمان نازی به پادشاهی متحده و ایالات متحده آمریکا را دریافت کرد که این پیشنهاد توسط وینستون چرچیل و دوایت آیزنهاور رد شد.
پس از پایان جنگ جهانی دوم و تشکیل سازمان ملل متحد، شورای امنیت سازمان ملل متحد از وی خواست تا به عنوان میانجی ارشد سازمان ملل در نزاع اعراب و اسرائیل به تحقیق و پیداکردن راه حل بپردازد. در تاریخ ۱۷ سپتامبر ۱۹۴۸ میلادی، وی در حالی که همراه با دستیارش سرهنگ آندره سروت سوار بر خودروی سازمان ملل متحد و در حال عبور از منطقهٔ در اورشلیم بود، توسط چند تن از اعضای گروه شبه‌نظامی صهیونیستی لحی به قتل رسید.
وی نواده شارل چهاردهم ژان سوئد و پسرعموی پادشاه وقت سوئد بود. با وجودی که در سال ۱۹۵۰ میلادی، سوئد کشور اسرائیل را به رسمیت شناخت، اما ماجرای ترور وی تا سال‌ها بر روابط سوئد و اسرائیل تأثیر منفی مستقیمی گذاشته بود. در سال ۱۹۹۵ میلادی، شیمعون پرس، وزیر امور خارجه وقت اسرائیل با صدور اعلامیه‌ای رسمی، «ترور فولک برنادوت، دیپلمات ارشد سوئدی را محکوم و از تلاش‌های وی برای نجات یهودیان قدردانی و از قتل وی به نحوه‌ای تروریستی» ابراز تاسف نمود.